# DOC2B
DOC2B (англ. Double C2 domain beta) – білок, який кодується однойменним геном, розташованим у людей на короткому плечі 17-ї хромосоми. Довжина поліпептидного ланцюга білка становить 412 амінокислот, а молекулярна маса — 45 949.
| 10         |  | 20         |  | 30         |  | 40         |  | 50         |
| ---------- |  | ---------- |  | ---------- |  | ---------- |  | ---------- |
| MTLRRRGEKA |  | TISIQEHMAI |  | DVCPGPIRPI |  | KQISDYFPRF |  | PRGLPPDAGP |
| RAAAPPDAPA |  | RPAVAGAGRR |  | SPSDGAREDD |  | EDVDQLFGAY |  | GSSPGPSPGP |
| SPARPPAKPP |  | EDEPDADGYE |  | SDDCTALGTL |  | DFSLLYDQEN |  | NALHCTITKA |
| KGLKPMDHNG |  | LADPYVKLHL |  | LPGASKANKL |  | RTKTLRNTLN |  | PTWNETLTYY |
| GITDEDMIRK |  | TLRISVCDED |  | KFRHNEFIGE |  | TRVPLKKLKP |  | NHTKTFNICL |
| EKQLPVDKTE |  | DKSLEERGRI |  | LISLKYSSQK |  | QGLLVGIVRC |  | AHLAAMDANG |
| YSDPYVKTYL |  | RPDVDKKSKH |  | KTAVKKKTLN |  | PEFNEEFCYE |  | IKHGDLAKKS |
| LEVTVWDYDI |  | GKSNDFIGGV |  | VLGIHAKGER |  | LKHWFDCLKN |  | KDKRIERWHT |
| LTSELPGAVL |  | SD         |  |            |  |            |  |            |

A: Аланін

C: Цистеїн

D: Аспарагінова кислота

E: Глутамінова кислота

F: Фенілаланін

G: Гліцин

H: Гістидин

I: Ізолейцин

K: Лізин

L: Лейцин

M: Метіонін

N: Аспарагін

P: Пролін

Q: Глутамін

R: Аргінін

S: Серин

T: Треонін

V: Валін

W: Триптофан

Кодований геном білок за функцією належить до фосфопротеїнів. 
Білок має сайт для зв'язування з іоном кальцію, іонами кальцію та фосфоліпідами. 
Локалізований у клітинній мембрані, цитоплазмі, мембрані.